# Rensselaer (New York)
Rensselaer è una città degli Stati Uniti d'America situata nello Stato di New York e in particolare nella contea di Rensselaer.